# James Naka
James Naka (19 de octubre de 1984) es un futbolista salomonense que juega como mediocampista en el Nalkutan FC.

## Carrera
Debutó en 2007 en el Marist FC. Sin embargo, solo jugó 6 meses en el club, ya que fue fichado por el Kossa FC, donde jugó hasta que en 2010 el Rewa FC fiyiano se hiciera dueño de su pase. En 2011 volvió a su país para jugar en el Koloale FC, aunque dejaría el club para firmar con el Solomon Warriors FC en 2014. Ese mismo año pasó al Western United FC, para en 2015 recalar en el Amicale. En 2016 regresó a su país natal al volver al Western United, aunque en 2017 pasó al Kossa. Volvería a Vanuatu en 2018 para firmar con el Nalkutan FC.

### Clubes
| Club                | País          | Año             |
| ------------------- | ------------- | --------------- |
| Marist FC           | Islas Salomón | 2007            |
| Kossa FC            | Islas Salomón | 2008 - 2010     |
| Rewa FC             | Fiyi          | 2010 - 2011     |
| Koloale FC          | Islas Salomón | 2011 - 2014     |
| Solomon Warriors FC | Islas Salomón | 2014            |
| Western United FC   | Islas Salomón | 2014 - 2015     |
| Amicale FC          | Vanuatu       | 2015 - 2016     |
| Western United FC   | Islas Salomón | 2016 - 2017     |
| Kossa FC            | Islas Salomón | 2017            |
| Nalkutan FC         | Vanuatu       | 2018 - Presente |

### Selección nacional
Representó a las Islas Salomón en la Copa de las Naciones de la OFC 2012 y Copa de las Naciones de la OFC 2016; y en los Juegos del Pacífico 2007 y 2011, logrando en estos últimos la medalla de plata. Además, ha disputado cuatro ediciones de la Copa Mundial de fútbol playa con los Bilikiki: 2006, 2007, 2008 y 2009.